# Virgin Islands Championship
Il Virgin Islands Championship, noto anche come Campionato delle Isole Vergini, è stata una competizione calcistica regionale giocata tra le selezioni nazionali delle Isole Vergini Britanniche e delle Isole Vergini Americane. Il torneo si è svolto per diversi anni, dal 1997 al 2003.
Il campionato era organizzato dalla Caribbean Football Union (CFU), l'organo di governo del calcio nella regione caraibica. L'obiettivo principale del torneo era promuovere lo sviluppo del calcio nelle Isole Vergini e offrire un'opportunità alle squadre nazionali di competere tra loro.
Durante il periodo in cui il torneo è stato disputato, le due selezioni delle Isole Vergini si sono affrontate in una serie di partite di calcio. Oltre alla competizione calcistica, il Virgin Islands Championship rappresentava anche un'occasione per le due comunità delle Isole Vergini di unirsi attraverso lo sport.
Tuttavia, dopo il 2003, il torneo non è stato più disputato regolarmente.